# 巴阿翁
巴阿翁，是西班牙卡斯蒂利亚-莱昂巴利亚多利德省的一个市镇。总面积21平方公里， 2001年普查人口總數為191人，人口密度為每平方公里9人。